# 马伊勒康
马伊勒康（法語：Mailly-le-Camp，法語發音：[maji lə kɑ̃]）是法国奥布省的一个市镇，位于该省北部，属于特鲁瓦区。

## 地理
马伊勒康（48°40'4"N, 4°12'25"E）面积42.7 平方千米，位于法国大東部大區奥布省，该省份为法国中北部省份，北起马恩省，西接塞纳-马恩省，西南至约讷省，东南至科多尔省，东临上马恩省。
与马伊勒康接壤的市镇（或旧市镇、城区）包括：普瓦夫尔、瑟穆瓦讷、特鲁昂、维利耶埃尔比斯、蒙泰普勒、索姆苏。

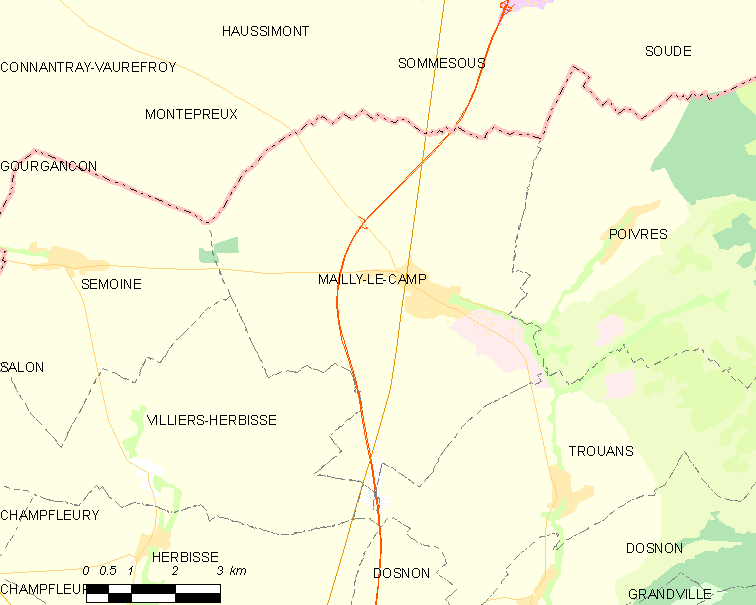
马伊勒康的OSM定位图

马伊勒康的时区为UTC+01:00、UTC+02:00（夏令时）。

## 行政
马伊勒康的邮政编码为10230，INSEE市镇编码为10216。

## 政治
马伊勒康所属的省级选区为奥布河畔阿尔西县。

## 人口

1962-2008年间马伊勒康人口变化图示

马伊勒康于2022年1月1日时的人口数量为2012人。